# Буслаев, Николай Дмитриевич
Николай Дмитриевич Буслаев (1928 — 1988) — советский передовик в системе энергетики и электрификации. Герой Социалистического Труда (1976).

## Биография
Родился 25 ноября 1928 года в селе Китаево, Тербунского района Липецкой области в крестьянской семье.
Трудовую деятельность начал в годы Великой Отечественной войны в местном совхозе — разнорабочим, а затем — трактористом.
С 1949 по 1953 годы служил в рядах Советской армии. С 1953 года работал —машинистом котла на Штеровской ГРЭС в городе Миусинск Луганской области.
С 1956 года работал на пусконаладочных работах и освоении мощностей первой очереди Славянской ГРЭС в Донецкой области.
С 1960 года когда станция достигла проектной мощности в 500 тысяч киловатт, Н. Д. Буслаев переехал в Сибирь, где заканчивалось сооружение энергоблока на Красноярской ГРЭС-2. Н. Д. Буслаев добиваться высоких показателей в эксплуатации энергоагрегатов на Красноярской ГРЭС-2 и по условиям социалистических соревнований он неоднократно выходил победителем среди энергетиков Красноярского края.
4 октября 1966 года Указом Президиума Верховного Совета СССР «за выдающиеся успехи в труде» Николай Дмитриевич Буслаев был награждён Орденом Трудового Красного Знамени.
20 апреля 1971 года Указом Президиума Верховного Совета СССР «за особые заслуги выполнении заданий пятилетнего плана по развитию энергетики страны» Николай Дмитриевич Буслаев был удостоен звания Героя Социалистического Труда с вручением Ордена Ленина и золотой медали «Серп и Молот».
С 1971 года Н. Д. Буслаев снова работал на Славянской ГРЭС — старшим машинистом котлов до выхода на пенсию.
Скончался 27 апреля 1988 года.

## Награды
- Медаль «Серп и Молот» (20.04.1971)
- Орден Ленина (20.04.1971)
- Орден Трудового Красного Знамени (4.10.1966)